# (78652) Quero
(78652) Quero ist ein Asteroid des mittleren Hauptgürtels, der am 3. Oktober 2002 im Rahmen des Campo Imperatore Near-Earth Object Surveys (CINEOS, IAU-Code 599) an einem Schmidt-Teleskop auf dem italienischen Hochplateau Campo Imperatore entdeckt wurde.
Der Asteroid wurde am 18. Juni 2008 nach dem italienischen Ort Quero (Ortsteil der Gemeinde Quero Vas) benannt. Quero ist die Heimatgemeinde der Eltern des italienischen Astronomen Fabrizio Bernardi, der für das CINEOS-Projekt gearbeitet hat.